# Ústí nad Orlicí
Ústí nad Orlicí é uma cidade checa localizada na região de Pardubice, distrito de Ústí nad Orlicí.